# Лод (Алье)
Лод (фр. Loddes) — коммуна во Франции, находится в регионе Овернь. Департамент коммуны — Алье. Входит в состав кантона Ле-Донжон. Округ коммуны — Виши.
Код INSEE коммуны — 03147.

## Население
Население коммуны на 2008 год составляло 153 человека.
| 1962 | 1968 | 1975 | 1982 | 1990 | 1999 | 2008 |
| ---- | ---- | ---- | ---- | ---- | ---- | ---- |
| 297  | 342  | 270  | 217  | 190  | 191  | 153  |

## Экономика
В 2007 году среди 91 человек в трудоспособном возрасте (15—64 лет) 67 были экономически активными, 24 — неактивными (показатель активности — 73,6 %, в 1999 году было 64,4 %). Из 67 активных работали 62 человека (39 мужчин и 23 женщины), безработных было 5 (3 мужчин и 2 женщины). Среди 24 неактивных 9 человек были учениками или студентами, 6 — пенсионерами, 9 были неактивными по другим причинам.